# Zapata (poloostrov)
Poloostrov Zapata leží na jihovýchodě směrem od hlavního kubánského města Havany v provincii Matanzas.

## Popis
Je největší bažinnou oblastí v Karibiku. Zabírá plochu čtyř tisíc kilometrů čtverečních a podle biologů žije v močálech přes dvě stě druhů ptáků a sto deset druhů plazů a savců. Poloostrov je rovinatý a pokrývají ho mangrovové močály a pastviny. Je biotopem krokodýla kubánského (Crocodylus rhombifer). Na poloostrově se nachází jeden z kubánských národních parků - Ciénaga de Zapata (španělsky Zapataská bažina), který byl vyhlášen i biosférickou rezervací UNESCO.
Poloostrov byl pojmenován po legendárním mexickém revolucionáři Emiliano Zapatovi z let 1910 až 1919.
V historii Kuby sehrál tento poloostrov důležitou roli. V roce 1961 se zde v zátoce Sviní vycvičení kubánští emigranti pokusili o svržení Castrova režimu. Jejich pokus však skončil fiaskem. Při útoku zemřelo více než 100 lidí, viz Karibská krize.